# Меркель, Александр Васильевич
Алекса́ндр Васи́льевич Ме́ркель (нем. Alexander Merkel; каз. Александр Меркель; род. 22 февраля 1992, Алма-Ата) — казахстанский и немецкий футболист, полузащитник иранского клуба «Нассаджи Мазандаран».

## Карьера

### Клубная
Александр Меркель родился в семье поволжских немцев. Его отец также был футболистом, играл за «Кайрат». Когда Меркелю было 6 лет, его семья уехала из Алматинской области на историческую родину в Германию, при этом Меркель сохранил гражданство Казахстана. В Германии пошёл в футбольную школу. Через несколько лет он стал играть за детскую команду «Штутгарта», затем получил вызов в сборную Германии для игроков не старше 15 лет.
В 2008 году Меркель уехал в Италию, его пригласили в «Милан». Дебютировал в составе клуба 8 декабря 2010 года в последнем групповом матче Лиги чемпионов против «Аякса», выйдя на замену на 76-й минуте вместо Робиньо. Свой выход на поле он прокомментировал так: «Рад, что наконец удалось дебютировать в официальных играх за взрослую команду. Когда выходил на поле, никакого волнения не ощущал». 6 января 2011 года дебютировал в серии А в матче против «Кальяри». Свой первый мяч за «Милан» забил в Кубке Италии, поразив ворота «Бари» с передачи Робиньо. В том же матче отдал голевую передачу.
Перед началом сезона 2011/12 «Милан» заключил соглашение с «Дженоа»: клубы стали совладельцами прав на игрока, кроме того, аналогичное соглашение было заключено по игроку «Дженоа» Стефану Эль-Шаарави, при этом Меркель отправился играть за «Дженоа», а Эль-Шаарави — за «Милан». Однако уже в январе 2012 года «Милан» вернул Меркеля обратно в связи с травмами основных полузащитников.
В январе 2013 года стал игроком «Удинезе», заключив контракт на 5 лет. Через год отправился в аренду в английский «Уотфорд». В июле 2014 года было объявлено о его годичной аренде в «Грассхоппер». Меркель так же заявлял, что готов рассмотреть предложения по переходу в российские клубы. 25 июля 2016 года «Пиза» объявила о приобретении полузащитника «Удинезе».
В феврале 2018 года подписал четырёхлетний контракт с австрийским клубом «Адмира».
В июле 2018 года на правах свободного агента перешёл в «Хераклес».

### В сборной
С 2007 по 2011 год выступал за юношеские и молодёжные сборные Германии разных возрастов, дебют в команде до 19 лет состоялся в матче против сборной Чехии (1:1), где Меркель отметился забитым мячом. В 2015 году стало известно, что Меркель согласился играть за Казахстан. Дебютировал 6 сентября 2015 года в матче со сборной Исландии, заменив после перерыва Джолчиева. Второй матч за сборную провёл 21 марта 2019 года в рамках отборочного цикла Чемпионата Европы против шотландцев, в котором он отыграл все 90 минут, отметился голевой передачей, а сборная Казахстана одержала победу со счётом 3:0.

## Достижения

### «Милан»
- Чемпион Италии: 2010/11
- Серебряный призёр чемпионата Италии: 2011/12

### «Аль-Фейсали»
- Обладатель саудовского кубка чемпионов: 2020/21

## Статистика выступлений

### Клубная карьера
| Клуб                  | Сезон            | Лига | Лига | Кубки | Кубки | Еврокубки | Еврокубки | Прочие | Прочие | Итого | Итого |
| Клуб                  | Сезон            | Игры | Голы | Игры  | Голы  | Игры      | Голы      | Игры   | Голы   | Игры  | Голы  |
| --------------------- | ---------------- | ---- | ---- | ----- | ----- | --------- | --------- | ------ | ------ | ----- | ----- |
| Милан                 | 2010/11          | 6    | 0    | 2     | 1     | 2         | 0         | —      | —      | 10    | 1     |
| Милан                 | Итого            | 6    | 0    | 2     | 1     | 2         | 0         | —      | —      | 10    | 1     |
| Дженоа                | 2011/12          | 13   | 0    | 1     | 0     | —         | —         | —      | —      | 14    | 0     |
| Дженоа                | 2012/13          | 6    | 1    | 1     | 0     | —         | —         | —      | —      | 7     | 1     |
| Дженоа                | Итого            | 19   | 1    | 2     | 0     | —         | —         | —      | —      | 21    | 1     |
| → Милан               | 2011/12          | 1    | 0    | 2     | 0     | —         | —         | —      | —      | 3     | 0     |
| → Милан               | Итого            | 1    | 0    | 2     | 0     | —         | —         | —      | —      | 3     | 0     |
| Всего за «Милан»      | Всего за «Милан» | 7    | 0    | 4     | 1     | 2         | 0         | —      | —      | 13    | 1     |
| Удинезе               | 2012/13          | 5    | 0    | 0     | 0     | —         | —         | —      | —      | 5     | 0     |
| Удинезе               | 2013/14          | 0    | 0    | 0     | 0     | —         | —         | —      | —      | 0     | 0     |
| Удинезе               | 2015/16          | 1    | 0    | 0     | 0     | —         | —         | —      | —      | 1     | 0     |
| Удинезе               | Итого            | 6    | 0    | 0     | 0     | —         | —         | —      | —      | 6     | 0     |
| → Уотфорд             | 2013/14          | 11   | 1    | 0     | 0     | —         | —         | —      | —      | 11    | 1     |
| → Уотфорд             | Итого            | 11   | 1    | 0     | 0     | —         | —         | —      | —      | 11    | 1     |
| → Грассхоппер         | 2014/15          | 6    | 0    | 2     | 0     | 3         | 0         | —      | —      | 11    | 0     |
| → Грассхоппер         | Итого            | 6    | 0    | 2     | 0     | 3         | 0         | —      | —      | 11    | 0     |
| Пиза                  | 2016/17          | 0    | 0    | 0     | 0     | —         | —         | —      | —      | 0     | 0     |
| Пиза                  | Итого            | 0    | 0    | 0     | 0     | —         | —         | —      | —      | 0     | 0     |
| Бохум                 | 2016/17          | 11   | 0    | 0     | 0     | —         | —         | —      | —      | 11    | 0     |
| Бохум                 | 2017/18          | 2    | 0    | 1     | 0     | —         | —         | —      | —      | 3     | 0     |
| Бохум                 | Итого            | 13   | 0    | 1     | 0     | —         | —         | —      | —      | 14    | 0     |
| Адмира Ваккер Мёдлинг | 2017/18          | 15   | 1    | 0     | 0     | —         | —         | —      | —      | 15    | 1     |
| Адмира Ваккер Мёдлинг | Итого            | 15   | 1    | 0     | 0     | —         | —         | —      | —      | 15    | 1     |
| Хераклес              | 2018/19          | 32   | 0    | 1     | 0     | —         | —         | 2      | 0      | 35    | 0     |
| Хераклес              | 2019/20          | 25   | 2    | 3     | 0     | —         | —         | —      | —      | 28    | 2     |
| Хераклес              | Итого            | 57   | 2    | 4     | 0     | —         | —         | 2      | 0      | 63    | 2     |
| Аль-Фейсали (Харма)   | 2020/21          | 27   | 1    | 4     | 0     | —         | —         | —      | —      | 31    | 1     |
| Аль-Фейсали (Харма)   | Итого            | 27   | 1    | 4     | 0     | —         | —         | —      | —      | 31    | 1     |
| Газиантеп             | 2021/22          | 24   | 1    | 3     | 0     | —         | —         | —      | —      | 27    | 1     |
| Газиантеп             | 2022/23          | 14   | 2    | 3     | 1     | —         | —         | —      | —      | 17    | 3     |
| Газиантеп             | Итого            | 38   | 3    | 6     | 1     | —         | —         | —      | —      | 44    | 4     |
| → Газиантеп Резерв    | 2022/23          | 1    | 0    | —     | —     | —         | —         | —      | —      | 1     | 0     |
| → Газиантеп Резерв    | Итого            | 1    | 0    | —     | —     | —         | —         | —      | —      | 1     | 0     |
| Хатта                 | 2023/24          | 10   | 2    | 1     | 0     | —         | —         | 1      | 0      | 12    | 2     |
| Хатта                 | Итого            | 10   | 2    | 1     | 0     | —         | —         | 1      | 0      | 12    | 2     |
| Нассаджи Мазандаран   | 2024/25          | 2    | 0    | —     | —     | —         | —         | —      | —      | 2     | 0     |
| Нассаджи Мазандаран   | Итого            | 2    | 0    | —     | —     | —         | —         | —      | —      | 2     | 0     |
| Всего за карьеру      | Всего за карьеру | 212  | 11   | 24    | 2     | 5         | 0         | 3      | 0      | 244   | 13    |

### Выступления за сборную
| Сборная   | Год   | Отборочные матчи ЧМ | Отборочные матчи ЧМ | Отборочные матчи ЧЕ | Отборочные матчи ЧЕ | Лига наций УЕФА | Лига наций УЕФА | Товарищеские матчи | Товарищеские матчи | Итого | Итого |
| Сборная   | Год   | Игры                | Голы                | Игры                | Голы                | Игры            | Голы            | Игры               | Голы               | Игры  | Голы  |
| --------- | ----- | ------------------- | ------------------- | ------------------- | ------------------- | --------------- | --------------- | ------------------ | ------------------ | ----- | ----- |
| Казахстан | 2015  | −                   | −                   | 1                   | 0                   | −               | −               | −                  | −                  | 1     | 0     |
| Казахстан | 2016  | −                   | −                   | −                   | −                   | −               | −               | −                  | −                  | −     | −     |
| Казахстан | 2017  | −                   | −                   | −                   | −                   | −               | −               | −                  | −                  | −     | −     |
| Казахстан | 2018  | −                   | −                   | −                   | −                   | −               | −               | −                  | −                  | −     | −     |
| Казахстан | 2019  | −                   | −                   | 2                   | 0                   | −               | −               | −                  | −                  | 2     | 0     |
| Итого     | Итого | −                   | −                   | 3                   | 0                   | −               | −               | −                  | −                  | 3     | 0     |